# Anatolij Jakovlevič Solov'ëv
Anatolij Jakovlevič Solov'ëv, in russo Анатолий Яковлевич Соловьёв? (Riga, 16 gennaio 1948), è un cosmonauta sovietico, poi passato all'Agenzia Spaziale Russa, che detiene il record mondiale per il maggior numero di attività extraveicolari, 16 in tutto, per un totale di oltre 82 ore.

## Educazione
Anatolij Solov'ëv finì gli studi alla scuola militare superiore di aviazione Lenin Komsomol Černigov nel 1972.

## Riconoscimenti ed Onori
Ricevette l'Ordine di Lenin e la "stella d'oro", l'Ordine della Rivoluzione di Ottobre e sei forze armate.

## Carriera
Anatolij Solov'ëv lavorò dal 1972 al 1976 come pilota e comandante nel distretto militare estremo orientale. Dall'agosto 1976 fu un apprendista cosmonauta al Centro di addestramento cosmonauti Jurij Gagarin. Nel gennaio 1979, terminò gli studi. Dal 1979 al 1984, fu addestrato per far parte di missioni con la Sojuz-T, la Saljut 7 e di una missione verso la stazione orbitale Mir come collaudatore.
Il primo volo spaziale di Solov'ëv avvenne nel 1988 con la Sojuz TM-5. Dall'11 febbraio al 9 agosto 1990, il colonnello Solov'ëv compì un volo a lungo termine (179 giorni) sulla stazione Mir con la Sojuz TM-9. Successivamente è tornato nello spazio con la Sojuz TM-15. Fu il comandante di un volo russo per la Mir-18 sulla Sojuz TM-21 facente parte del programma Mir-Shuttle; nell'ambito dello stesso programma ha volato sullo Space Shuttle Atlantis nel 1995 con la missione STS-71. Ha effettuato il suo ultimo volo spaziale nel 1997 con la Sojuz TM-26. Solov'ëv detiene il record per il maggior tempo trascorso in attività extraveicolari: oltre 82 ore.